# Eisenbahnunfall von Würzburg
| \| \| 35,3 \| Bf Rottendorf ab ~13:09 \| 245 m \| \| \| 38,9 \| Beginn der Gefällstrecke ohne Geradeaussicht \| 230 m \| \| \| 40,2 \| Unfallstelle 13:30 am 1. Juli 1886 \| 204 m \| \| \| 41,0 \| Hp Artilleriekaserne (ehem. Würzburg-Heimgarten) \| 201 m \| \| \| 41,9 \| Bundesstraße 19 \| 191 m \| \| \| 42,1 \| von Heidelberg \| von Heidelberg \| \| \| 42,2 \| Bundesstraße 8 \| 185 m \| \| \| 43,3 \| Würzburg Hbf an 13:20 \| 183 m \| |      |                                                  |                |
| Bahnhof | 35,3 | Bf Rottendorf ab ~13:09                          | 245 m          |
| Brücke | 38,9 | Beginn der Gefällstrecke ohne Geradeaussicht     | 230 m          |
| | 40,2 | Unfallstelle 13:30 am 1. Juli 1886               | 204 m          |
| ehemaliger Haltepunkt / Haltestelle | 41,0 | Hp Artilleriekaserne (ehem. Würzburg-Heimgarten) | 201 m          |
| Strecke mit Straßenbrücke | 41,9 | Bundesstraße 19                                  | 191 m          |
| Abzweig geradeaus und von links | 42,1 | von Heidelberg                                   | von Heidelberg |
| Strecke mit Straßenbrücke | 42,2 | Bundesstraße 8                                   | 185 m          |
| Bahnhof | 43,3 | Würzburg Hbf an 13:20                            | 183 m          |

Beim Eisenbahnunfall von Würzburg stießen am 1. Juli 1886 aufgrund unzureichender Verständigung zwischen dem Fahrdienstleiter und einem Weichensteller zwei Züge frontal zusammen. 18 Menschen starben.

## Ausgangslage

### Infrastruktur
Östlich von Würzburg verliefen – heute zur Bahnstrecke Fürth–Würzburg zählend – die zwei eingleisigen Bahnstrecken von und nach Bamberg, eine Teilstrecke der Ludwigs-Westbahn, und von und nach Fürth auf etwa neun Kilometern bis zum Bahnhof Rottendorf parallel, wo sie sich trennen. Jedes Gleis wurde im Regelfall für sich alleine in beide Richtungen befahren, jedoch war in besonderen Betriebssituationen in Würzburg oder Rottendorf ein Abzweigen auf die parallel verlaufende anderen Strecke möglich.
Der Abschnitt von Würzburg nach Rottendorf verläuft nördlich entlang des Faulenbergs und wies östlich des Haltepunkts Artilleriekaserne eine Steigung bis zu 2 % auf.

### Betrieb
Seit 1884 bestand von Erfurt über Meiningen eine Schnellverbindung nach Schweinfurt und Würzburg. Diese Strecke befuhren seitdem täglich zwischen Stuttgart und Berlin verkehrende Schnellzüge.
Von den beiden in den Unfall verwickelten Zügen nutzte der Schnellzug aus Stuttgart planmäßig die Nürnberger Strecke zur Ausfahrt, der Personenzug verkehrte dagegen planmäßig auf dem Schweinfurter Gleis. Am Tag des Unfalls verkehrte der Personenzug mit 20 Minuten Verspätung und fuhr aus Schweinfurt mit höchst zulässiger Geschwindigkeit auf Würzburg zu. Zeitgleich stand in Richtung Schweinfurt der Schnellzug nach Berlin abfahrbereit im Würzburger Hauptbahnhof. Dieser hatte eine Verspätung von 16 Minuten.

## Unfallhergang

Aus heute unbekanntem Grund entschied der Würzburger Fahrdienstleiter, die Kreuzung abweichend vom Üblichen durchführen zu lassen: Der Schnellzug aus Stuttgart sollte das Schweinfurter, der Personenzug das Nürnberger Gleis nutzen. Dazu stellte er einen schriftlichen Auftrag an den Weichensteller aus, der in der Ausfahrt aus dem Würzburger Hauptbahnhof die entsprechende Weiche stellen sollte. Diese schriftliche Anweisung musste von einem Bediensteten zu dem Weichenwärter gebracht werden. Der Bote aber war neu und kannte die örtlichen Verhältnisse nicht. Als er bei dem Weichenwärter eintraf, hatte dieser bereits den Schnellzug auf das planmäßige, Nürnberger Gleis geleitet, auf dem sich bereits der Zug aus Schweinfurt befand.
Der Schweinfurter Zug nutzte das Gefälle nach Rottendorf, um mit höchstmöglicher Geschwindigkeit etwas von seiner Verspätung einzuholen. Dessen Lokomotivführer konnte seinen Zug nicht mehr anhalten, als er den auf gleichem Gleis entgegenkommenden Schnellzug erkannte. Der Schnellzug dagegen konnte auf ansteigender Strecke noch abbremsen, bevor beide Züge unweit des Haltepunkts Artilleriekaserne um 13:30 Uhr kollidierten.

## Folgen

### Unmittelbare Folgen
Beide Lokführer und 14 Reisende aus dem Schweinfurter Personenzug starben am Unfalltag, mehr als 70 wurden darüber hinaus verletzt, 20 davon schwer. Bis zum 13. Juli erhöhte sich die Zahl der Toten auf 18. An den Personenwagen des Schnellzuges entstand dagegen kaum Schaden: Lediglich das vordere Abteil des ersten Wagens wurde beschädigt.

### Rettungsarbeiten
Eine große Zahl von Militärärzten der Kaserne sowie Assistenzärzten des Juliusspitals aus Würzburg leisteten vor Ort medizinische Hilfe. Während Soldaten der Kaserne die Unfallstelle gegen eine große Menge Schaulustiger absperrten, transportierte eine Sanitätskompanie die Verletzten in das Juliusspital.

## Wissenswert
Im August 1886 wurden Entschädigungsansprüche von 1,3 Mio. Mark für die Opfer geltend gemacht.
Bereits am 6. Juli gelangten in Würzburg erneut zwei Züge auf ein gleiches Gleis, eine Kollision konnte aber noch rechtzeitig vom Bahnpersonal verhindert werden.
Ritzau wertet den Unfall als Beleg für die damals noch unzureichenden Betriebsverhältnisse bei den Königlich Bayerischen Staatseisenbahnen.